# Just Dance 2017
Just Dance 2017 è l'ottavo capitolo della serie principale Just Dance sviluppato da Ubisoft. È stato annunciato il 13 giugno 2016 all'Electronic Entertainment Expo 2016 (E3) a Los Angeles. Il titolo è distribuito a partire dal 27 ottobre 2016 in Italia.

## Modalità di gioco
Just Dance 2017 è disponibile per tutte le console e per la prima volta per Microsoft Windows e Mac OS (ma solo in formato digitale). Tornano ovviamente le modalità tradizionali come la Sweat con le sue playlist, Just Dance TV, World Dance Floor, Dance Party, Dance Quests, World Video Challenge e naturalmente anche Just Dance Unlimited che darà accesso a più di 200 brani.
Le nuove modalità sono: Just Dance Machine, in esclusiva per PC e console next-gen.
Si potranno riusare gli smartphone se non si è in possesso di un telecomando o di telecamera. Per i vari computer non essendo dotati di telecamera o telecomando lo smartphone sarà il sensore di movimento necessario se si desidera ottenere punteggi e statistiche, scaricando l'app Just Dance Controller.
Da questo capitolo in poi il punteggio subisce una piccola variazione: quando si ottengono più di 11000 punti i giocatori verranno premiati con il titolo "Superstar"

## Canzoni
Il gioco contiene 40 canzoni, più una canzone bonus esclusiva Ubisoft Club per PS4, Xbox One, Wii U e Nintendo Switch.
| Titolo                           | Artisti                                            | Anno | Modalità  | Ballerino/i |
| -------------------------------- | -------------------------------------------------- | ---- | --------- | ----------- |
| All About Us                     | Jordan Fisher                                      | 2016 | Trio      | ♀/♂/♀       |
| Bailar                           | Deorro ft. Elvis Crespo                            | 2016 | Solo      | ♂           |
| Bang                             | Anitta                                             | 2015 | Solo      | ♀           |
| BonBon                           | Era Istrefi                                        | 2015 | Solo      | ♀           |
| Cake by the Ocean                | DNCE                                               | 2015 | Solo      | ♂           |
| Can't Feel My Face               | The Weeknd                                         | 2015 | Solo      | ♂           |
| Carnaval Boom                    | Latino Sunset                                      | 2016 | Solo      | ♀           |
| Cheap Thrills (M)                | Sia ft. Sean Paul                                  | 2016 | Solo      | ♀           |
| Cola Song                        | Inna ft. J Balvin                                  | 2014 | Solo      | ♀           |
| DADDY (M)                        | Psy ft. CL of 2NE1                                 | 2015 | Trio      | ♀/♂/♀       |
| Don't Stop Me Now                | Queen                                              | 1978 | Solo      | ♂           |
| Don't Wanna Know                 | Maroon 5 ft. Kendrick Lamar                        | 2016 | Solo      | ♂           |
| Dragostea Din Tei                | O-Zone                                             | 2002 | Trio      | ♂/♂/♂       |
| El Tiki                          | Maluma                                             | 2015 | Duetto    | ♂/♀         |
| Ghost in the Keys (M)            | Halloween Thrills                                  | 2016 | Quartetto | ♀/♂/♀/♂     |
| Groove                           | Jack & Jack                                        | 2014 | Duetto    | ♂/♂         |
| Hips Don't Lie (M)               | Shakira ft. Wyclef Jean                            | 2005 | Solo      | ♀           |
| I Love Rock 'n' Roll (*)         | Fast Forward Highway (Joan Jett & the Blackhearts) | 1981 | Solo      | ♀           |
| Into You                         | Ariana Grande                                      | 2016 | Solo      | ♀           |
| La Bicicleta                     | Carlos Vives & Shakira                             | 2016 | Duetto    | ♀/♂         |
| Last Christmas (*)               | Santa Clones (Wham!)                               | 1986 | Duetto    | ♂/♀         |
| Lean On (M)                      | Major Lazer ft. MØ & DJ Snake                      | 2014 | Quartetto | ♀/♂/♀/♂     |
| Leila                            | Cheb Salama                                        | 2016 | Solo      | ♀           |
| Let Me Love You (U)              | DJ Snake ft. Justin Bieber                         | 2016 | Duetto    | ♂/♀         |
| Like I Would                     | Zayn                                               | 2016 | Solo      | ♀           |
| Little Swing                     | AronChupa & Little Sis Nora                        | 2016 | Duetto    | ♂/♀         |
| Oishii Oishii                    | Wanko Ni Mero Mero                                 | 2016 | Duetto    | ♂/♀         |
| PoPiPo                           | Hatsune Miku                                       | 2008 | Trio      | ♂/♀/♂       |
| RADICAL (M)                      | Dyro & Dannic                                      | 2014 | Solo      | ♀           |
| Run The Night                    | Gigi Rowe                                          | 2016 | Solo      | ♀           |
| Scream & Shout (M)               | will.i.am ft. Britney Spears                       | 2012 | Quartetto | ♂/♀/♂/♀     |
| September (*)(M)                 | Equinox Stars (Earth, Wind & Fire)                 | 1978 | Trio      | ♂/♀/♂       |
| Single Ladies (Put a Ring on It) | Beyoncé                                            | 2008 | Solo      | ♀           |
| Sorry                            | Justin Bieber                                      | 2015 | Solo      | ♂           |
| Te Dominar                       | Daya Luz                                           | 2016 | Trio      | ♂/♀/♂       |
| Tico-Tico no Fubà (*)            | The Frankie Bostello Orchestra (Zequinha de Abreu) | 1917 | Duetto    | ♂/♀         |
| Titanium                         | David Guetta ft. Sia                               | 2011 | Solo      | ♀           |
| Watch Me (Whip/Nae Nae)          | Silentó                                            | 2015 | Quartetto | ♂/♂/♂/♀     |
| What Is Love (*)(MD)             | Ultra Club 90 (Haddaway)                           | 1993 | Solo      | ♂           |
| Wherever I Go                    | OneRepublic                                        | 2016 | Solo      | ♂           |
| Worth It (MD)                    | Fifth Harmony ft. Kid Ink                          | 2015 | Solo      | ♀           |

- Un "(*)" indica che la canzone è una cover.
- Un "(M)" indica che la canzone ha un mashup.
- Un "(MD)" indica che la canzone ha un mashup duetto.
- Un "(U)" indica che la canzone è sbloccabile tramite ricompensa Uplay, solo per next-gen.

## Mash-up
Come nelle precedenti versioni, anche in Just Dance 2017 è possibile trovare le Mash-up. Nella versione 2017 esse sono tematiche, e possono includere da 1 a 2 personaggi.
| Titolo              | Artisti                            | Modalità | Tema             |
| ------------------- | ---------------------------------- | -------- | ---------------- |
| Cheap Thrills (JDU) | Sia                                | Solo     | Occhiali da Sole |
| DADDY               | Psy                                | Solo     | K-Pop            |
| Ghost in the Keys   | Halloween Thrills                  | Solo     | Guardami Bene    |
| Hips Don't Lie      | Shakira ft. Wyclef Jean            | Solo     | Caliente         |
| Lean On             | Major Lazer ft. MØ & DJ Snake      | Solo     | Mondiale         |
| RADICAL             | Dyro & Dannic                      | Solo     | Vecchi Tempi     |
| Scream & Shout      | will.i.am & Britney Spears         | Solo     | Sogno Americano  |
| September (*)       | Equinox Stars (Earth, Wind & Fire) | Solo     | Sweattembre      |
| What Is Love (*)    | Ultra Club 90 (Haddaway)           | Duetto   | Uomini Retrò     |
| Worth It            | Fifth Harmony ft. Kid Ink          | Duetto   | Provocante       |

- Un "(*)" indica che la canzone è una cover.
- Un "(JDU)" indica che la canzone è esclusiva solo Just Dance Unlimited.

## Versioni alternative
Sono disponibili le coreografie alternative di sedici canzoni (di cui una esclusiva per Just Dance Unlimited).
| Titolo                  | Artisti                            | Anno | Modalità                            | Ballerino/i |
| ----------------------- | ---------------------------------- | ---- | ----------------------------------- | ----------- |
| Cake by the Ocean       | DNCE                               | 2015 | Duetto (Danza con Auricolari)       | ♀/♂         |
| Cheap Thrills           | Sia ft. Sean Paul                  | 2016 | Duetto (Danza di Bollywood)         | ♀/♂         |
| Cola Song               | Inna ft. J Balvin                  | 2014 | Quartetto (Danza delle Caramelle)   | ♀/♂/♀/♂     |
| Daddy                   | Psy                                | 2015 | Duetto (Danza del Padre e Figlio)   | ♂/♂         |
| Don't Stop Me Now       | Queen                              | 1979 | Solo (Danza del Panda)              | ♂           |
| El Tiki                 | Maluma                             | 2015 | Trio (Danza a Tre)                  | ♀/♂/♀       |
| HandClap (JDU)          | Fitz and The Tantrums              | 2016 | Solo (Danza del Campione World Cup) | ♂           |
| Hips Don't Lie          | Shakira ft. Wyclef Jean            | 2005 | Duetto (Danza del Sumo)             | ♂/♂         |
| Lean On                 | Major Lazer & MØ ft. DJ Snake      | 2015 | Solo (Danza con Velo)               | ♀           |
| RADICAL                 | Dyro & Dannic                      | 2014 | Duetto (Danza con Casco)            | ♂/♂         |
| Scream & Shout          | will.i.am feat Britney Spears      | 2012 | Solo (Estrema)                      | ♂           |
| September (*)           | Equinox Stars (Earth, Wind & Fire) | 1978 | Solo (Danza con Musica e Sport)     | ♂           |
| Sorry                   | Justin Bieber                      | 2015 | Solo (Estrema)                      | ♀           |
| Watch Me (Whip/Nae Nae) | Silentó                            | 2015 | Quartetto (Danza con la Famiglia)   | ♀/♀/♂/♂     |
| What Is Love (*)        | Ultra Club 90 (Haddaway)           | 1993 | Duetto (Danza in Auto)              | ♂/♂         |
| Worth It                | Fifth Harmony ft. Kid Ink          | 2015 | Quartetto (Estrema)                 | ♀/♀/♀/♀     |

- Un "(*)" indica che la canzone è una cover.
- Un "(JDU)" indica che la canzone è esclusiva solo Just Dance Unlimited.

## Just Dance Machine
In questa nuova modalità, bisogna aiutare i marziani con la loro esperienza sulla terra, che metterà alla prova le abilità dei giocatori con vari generi di ballo, tra cui flamenco e can-can.

## Just Dance Unlimited
Accesso a più di 200 brani dai precedenti capitoli Just Dance assieme ad alcune esclusive che verranno aggiunte nel tempo.
| Titolo                                    | Artisti                      | Anno | Modalità | Ballerino/i | Data di uscita                                                           |
| ----------------------------------------- | ---------------------------- | ---- | -------- | ----------- | ------------------------------------------------------------------------ |
| Ain't My Fault                            | Zara Larsson                 | 2016 | Solo     | ♀           | 30 maggio 2017                                                           |
| Chiwawa (Alternativa)                     | Wanko Ni Mero Mero           | 2015 | Solo     | ♀           | 26 gennaio 2017                                                          |
| Don't Let Me Down                         | The Chainsmokers ft. Daya    | 2016 | Duetto   | ♀/♀         | 20 aprile 2017                                                           |
| Don't Worry                               | Madcon ft. Ray Dalton        | 2015 | Duetto   | ♂/♂         | 26 gennaio 2017                                                          |
| HandClap                                  | Fitz and The Tantrums        | 2015 | Trio     | ♂/♀/♂       | 23 marzo 2017 (Classica) 30 agosto 2017 (Alternativa)                    |
| How Deep Is Your Love                     | Calvin Harris e i Disciples  | 2015 | Solo     | ♀           | 3 marzo 2017 (Nintendo Switch) 22 giugno 2017 (PC, Xbox One, Wii U, PS4) |
| Imya 505                                  | Vremya i Steklo              | 2015 | Solo     | ♀           | 27 ottobre 2016                                                          |
| Je Sais Pas Danser                        | Natoo                        | 2016 | Solo     | ♀           | 25 ottobre 2016 (Francia) 23 febbraio 2017 (Mondiale)                    |
| Juju on That Beat (TZ Anthem)             | Zay Hilfgerrr & Zayon McCall | 2016 | Duetto   | ♂/♂         | 21 agosto 2016                                                           |
| Let Me Love You (*)                       | DJ Snake ft. Justin Bieber   | 2016 | Duetto   | ♂/♀         | 25 ottobre 2016                                                          |
| Me Too                                    | Meghan Trainor               | 2016 | Solo     | ♀           | 23 febbraio 2017                                                         |
| Ona tańczy dla mnie                       | Weekend                      | 2012 | Duetto   | ♀/♂         | 25 ottobre 2016                                                          |
| The Greatest                              | Sia                          | 2016 | Solo     | ♀           | 25 novembre 2016                                                         |
| Wake Me Up Before You Go-Go (Alternativa) | Wham!                        | 1984 | Duetto   | ♂/♀         | 20 luglio 2017                                                           |
| Youth                                     | Troye Sivan                  | 2015 | Solo     | ♂           | 27 ottobre 2016                                                          |

Un "(*)" indica che la canzone è sbloccabile su JDU, connettendo il proprio account Ubisoft Club al gioco (solo per Xbox One, PS4, Wii U,Switch e PC).

## Spin-off
Durante l'attesa di Just Dance 2017, il 28 luglio 2016, Ubisoft ha annunciato un nuovo videogioco musicale, Just Sing.